# Pangebatan (Karanglewas)
Pangebatan is een bestuurslaag in het regentschap Banyumas van de provincie Midden-Java, Indonesië. Pangebatan telt 5448 inwoners (volkstelling 2010).